# 石碇庄

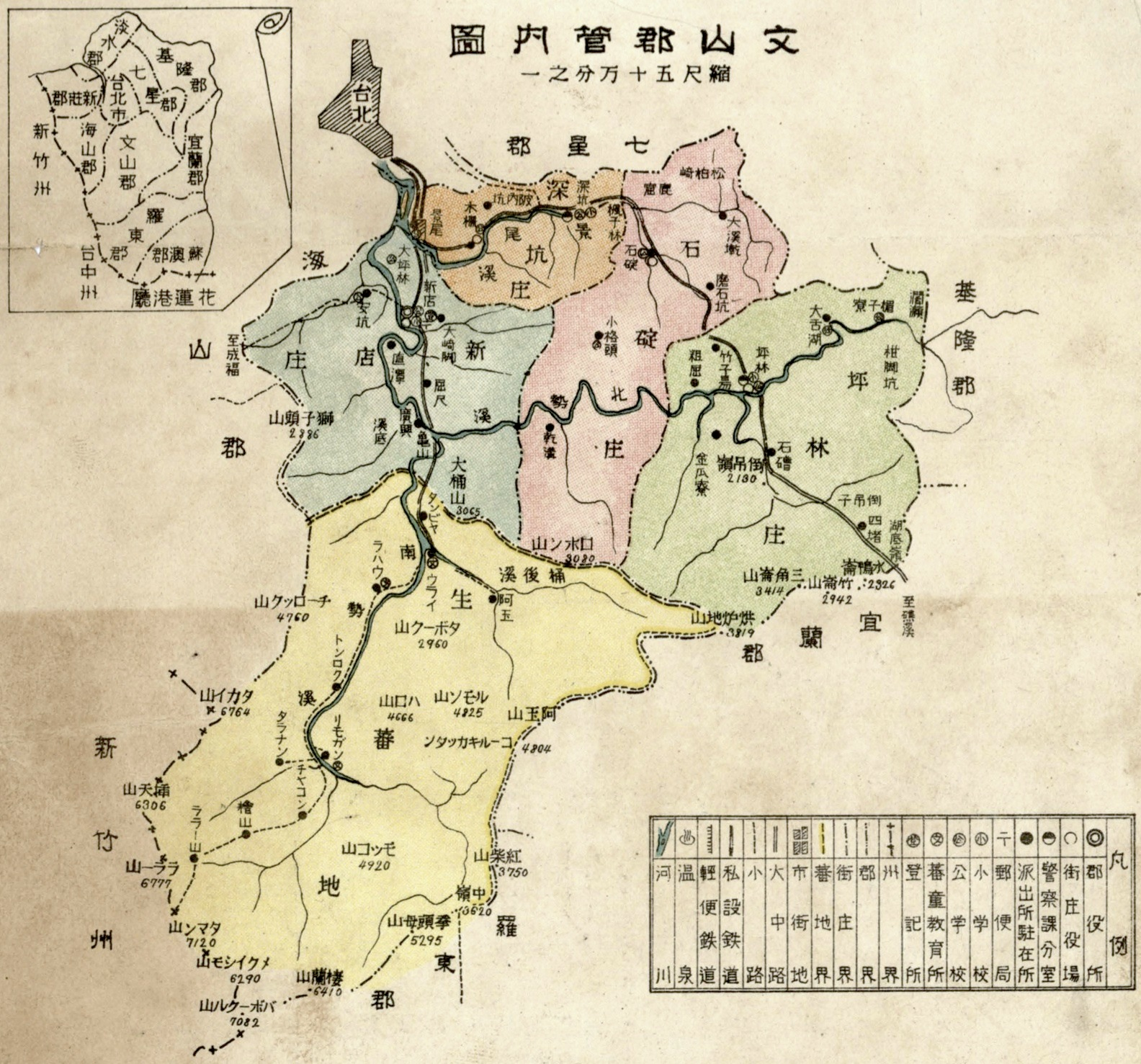
文山郡管內圖

石碇庄為臺灣日治時期1920年至1945年間存在之行政區，轄屬臺北州文山郡。今新北市石碇區。

## 行政區劃
石碇地區在清治時期及日治時期初期屬文山堡的街庄，在1896年3月隸屬「臺北縣直轄」，在1897年7月1日隸屬「景尾辨務署」。1900年12月1日，景尾辨務署改為「深坑辨務署」。1901年11月11日，臺北廳深坑辨務署改為「深坑廳」，石碇地區隸屬深坑廳直轄。1903年4月21日，深坑廳實施街庄整併。1909年10月25日，深坑廳廢止，石碇地區被併入臺北廳深坑支廳。石碇地區在此時的街庄如下：
- 文山堡：小格頭庄、蓬菜藔庄、烏塗窟庄、雙溪庄、楓仔林庄、大溪墘庄、松柏崎庄、排藔庄、新興坑庄、鹿窟庄、石碇街、玉桂嶺庄、員潭仔坑庄、崩山庄[2]

1920年10月1日，原堡里之行政區廢除，街庄改為大字；前述14街庄合併為臺北州文山郡「石碇庄」，轄域內分為石碇、小格頭、蓬菜寮、烏塗窟、雙溪、楓子林、大溪墘、松柏崎、排寮、新興坑、鹿窟、玉桂嶺、員潭子坑、崩山等14個大字。
- 小格頭大字下有「小格頭」、「崙尾寮」、「濕水子」、「大湖」、「潭腰」、「竹坑」、「五郎寮」、「火燒樟」、「坑內」、「二格」、「栳寮」、「楠枋寮」、「石崁頭」、「內楒子脚」、「十三股」、「獅子頭坑」、「中楒子寮」、「外楒子寮」、「塗潭」、「直潭」、「柑脚坑」、「小金瓜寮」、「水底寮」、「十股寮」小字名
- 蓬菜寮大字下有「蓬萊寮」、「蕃薯寮」、「半路店」、「湳子」、「小粗坑」小字名
- 烏塗窟大字下有「烏塗窟」、「蛇舌子」、「四分子」、「樟空子」、「橫坪」、「溪邊寮」、「摸乳巷[3]」、「員山子」、「月扇湖」、「大格門」小字名
- 員潭子坑大字下有「員潭子坑」、「外按」、「石崁」、「湳窟」、「下橫坪」、「上橫坪」、「九寮子埔」、「小粗坑」小字名
- 雙溪大字下有「雙溪」、「吊橋」、「串空湖」小字名
- 楓子林大字下有「楓子林」、「冷飯坑」小字名
- 大溪墘大字下有「大溪墘」、「籐寮坑」、「蚯蚓坑」、「大湖格」、「下紙寮坑」小字名
- 松柏崎大字下有「松柏崎」、「耳空龜」、「頂紙寮坑」、「九檜坪」小字名
- 排寮大字下有「排寮」、「十八重溪」、「番子坑」、「石碇子埔」小字名
- 玉桂嶺大字下有「玉桂嶺」、「西勢坑」、「南勢坑」、「九芎坑」、「峯頭」小字名
- 崩山大字下有「崩山」、「大崙」、「磨石坑」小字名

1922年（大正十一年）1月13日，解編文山郡蕃地火燒樟、乾溝至石碇庄，並設為大字。
- 火燒樟大字下有「火燒樟」、「天車」小字名
- 乾溝大字下有「湳子」、「乾溝」、「石碇子」、「後坑子」、「九芎林」小字名[5]

二戰後，石碇庄在1946年改為臺北縣文山區石碇鄉。
| 1903年   | 1903年     | 1920年 | 1920年   | 1946年 |
| 區       | 街庄       | 街庄   | 大字     | 鄉鎮   |
| -------- | ---------- | ------ | -------- | ------ |
| 石碇區   | 石碇街     | 石碇庄 | 石碇     | 石碇鄉 |
| 石碇區   | 玉桂嶺庄   | 石碇庄 | 玉桂嶺   | 石碇鄉 |
| 石碇區   | 員潭仔坑庄 | 石碇庄 | 員潭子坑 | 石碇鄉 |
| 石碇區   | 崩山庄     | 石碇庄 | 崩山     | 石碇鄉 |
| 小格頭區 | 小格頭庄   | 石碇庄 | 小格頭   | 石碇鄉 |
| 小格頭區 | 蓬菜藔庄   | 石碇庄 | 蓬菜寮   | 石碇鄉 |
| 小格頭區 | 烏塗窟庄   | 石碇庄 | 烏塗窟   | 石碇鄉 |
| 楓仔林區 | 雙溪庄     | 石碇庄 | 雙溪     | 石碇鄉 |
| 楓仔林區 | 楓仔林庄   | 石碇庄 | 楓子林   | 石碇鄉 |
| 楓仔林區 | 大溪墘庄   | 石碇庄 | 大溪墘   | 石碇鄉 |
| 楓仔林區 | 松柏崎庄   | 石碇庄 | 松柏崎   | 石碇鄉 |
| 楓仔林區 | 排藔庄     | 石碇庄 | 排寮     | 石碇鄉 |
| 楓仔林區 | 新興坑庄   | 石碇庄 | 新興坑   | 石碇鄉 |
| 楓仔林區 | 鹿窟庄     | 石碇庄 | 鹿窟     | 石碇鄉 |
| 蕃地     | -          | 蕃地   | 火燒樟   | 石碇鄉 |
| 蕃地     | -          | 蕃地   | 乾溝     | 石碇鄉 |

## 庄長
- 陳捷陞：1920年至1938年（原任石碇區長）
- 王火土：1939年至1940年（同時為臺北州公醫，曾任坪林庄長）
- 岩岡松男：1941年至1945年[6]

## 設施
- 石碇庄役場
- 石碇公學校→石碇國民學校（今石碇國小）
  - 乾溝分教場（戰後為碧山國小，位於翡翠水庫淹沒區）
- 小格頭國民學校（今雲海國小）
- 大溪墘國民學校（今永定國小）